# Glavata kareta
Glavata kareta (znanstveno ime: Caretta caretta) je morska želva, ki zraste od 70 cm do 100 cm. V primerjavi z drugimi morskimi želvami ima glavata kareta veliko glavo in močne čeljusti, s katerimi drobi oklepe jastogov, rakovic in drugega trdega plena. Vsaki dve leti ali pa celo redkeje odloži do 5 legel s približno 100 jajci.

## Zgradba telesa
Želvje telo obdaja oklep iz kostnih plošč in roženih ščitov. Na zgornji strani je obokan, spodaj pa sploščen. Želve so tako na varnem. Oba dela oklepa povezuje, ob strani mehek ali okostenel mostič. Mostič je odvisen od tega kakšne vrste je želva. Skozi sprednjo odprtino moli svoj dolgi, gibljivi vrat z majhno glavo in sprednjimi nogami, zadaj pa zadnje noge in kratek rep. Večina želv ima na zunanjih delih telesa, na nekaterih mestih močne rožene luske. Ti ščiti zaprejo želvi odprtine od znotraj, ko se v nevarnosti povlečejo v svoj oklep.
Zaradi okornih nog tekajo le počasi. V vodi pa so zelo hitre. Tudi na različne držljaje se zelo dobro odzivajo.

## Prehranjevanje
Želve se prehranjujejo z morskimi živalmi različnih vrst in tudi z rastlinami. Želve nimajo zob. Na čeljustih ima ostre rožene tulce, s katerimi raztrga večji plen. Na kopnem, zelo spretno razkosajo rastlinske dele, v vodi pa živalski plen.

## Dihanje
Želve dihajo s pljuči. Če ne morejo do gladine morja, utonejo. S pljuči dihamo tudi ljudje. Pljuča so organ, ki prejemajo kisik in ga oddajajo v vse celice.

## Razmnoževanje
Ko je želva oplojena in pripravljena na valjenje odide na kopno, izkoplje luknjo v pesku in izvali jajca. Nato luknjo zakoplje. Ko to opravi se napoti k morju. Ko jajca dozorijo, se iz njih izležejo mladiči. Jajčno lupino prelomijo z usti. Po najkrajši poti se napotijo proti morju. Veliko mladičev nikoli ni in ne bo doseglo morja saj jih razni ptiči pojedo na poti do morja.